# Lucius Pedusius Herennianus
Lucius Pedusius Herennianus war ein im 1. Jahrhundert lebender Angehöriger des römischen Ritterstandes (Eques).
Durch ein Militärdiplom, das auf den 13. Mai 86 datiert ist, ist belegt, dass Herennianus im Jahr 86 Kommandeur der Cohors I milliaria sagittariorum war, die zu diesem Zeitpunkt in der Provinz Iudaea stationiert war. Er stammte vermutlich aus Italien.